# رباب فتيح
د.رباب محمد عبد القادر مغيربى فتيح أستاذة بقسم تقويم الأسنان بكلية طب الأسنان في جامعة الملك عبد العزيز. وهي رائدة في مجال طب الأسنان، وتعتبر أول سيدة في المملكة العربية السعودية تتخصص في مجال تقويم الأسنان.

## الشهادات العلمية
- حصلت على درجة البكالوريوس من طب وجراحة الأسنان، بكلية طب وجراحة الأسنان, جامعة الإسكندرية,مصر عام 1978.[2]
- كما حصلت على درجة الماجستير من تقويم الأسنان، بكلية هارفارد لطب الاسنان, جامعة هارفارد,أمريكا عام 1985,[2] التي تم تضنيفها ضمن أفضل 25 جامعة حسب صحيفة نيويورك تايمز عام 2005.
- وحصلت على درجة الدكتوراة من الاسنان، جامعة هارفارد، جامعة هارفارد, بوستون, أمريكا عام 1987.[2]

## الخبرات السابقة
- 1989 - 1991 : مدير العيادة المستشفى الجامعي، جامعة الملك عبد العزيز، جدة, المملكة العربية السعودية.
- 1989 - 1993 : مدير العيادة كلية طب الاسنان، جامعة الملك عبد العزيز، جدة, المملكة العربية السعودية.
- 1989 - 2004 : رئيس، قسم تقويم الأسنان، جامعة الملك عبد العزيز، جدة, المملكة العربية السعودية.
- 1993 - 2003 : وكيلة كلية طب الاسنان قسم الطبات، جامعة الملك عبد العزيز، جدة, المملكة العربية السعودية.
- 2000 - 2007 : أستاذ مساعد, جامعة الملك عبد العزيز، جدة, المملكة العربية السعودية.
- 2001 - 2004 : رئيس لجنة الإشراف المحلي لتدريب البورد في تقويم الأسنان، جامعة الملك عبد العزيز، جدة, المملكة العربية السعودية.
- 2002 - 2003 : مساعد العميد للدراسات العليا والبحث العلمي، جامعة الملك عبد العزيز، جدة, المملكة العربية السعودية.

## معلومات شخصية
تزوجت من طبيب الأطفال السعودي المعروف طارق بغدادي. وتقيم حاليا في جدة بالمملكة العربية السعودية مع زوجها و 3 أطفال.